# Zooxanthelle
Symbiodinium
Genre
Synonymes
- Zooxanthella Brandt, 1881

La zooxanthelle (« jaune des animaux » en grec), ou plus simplement xanthelle (« jaune » en grec, algue du genre Symbiodinium) est une algue unicellulaire, pouvant vivre en symbiose avec le corail, mais aussi avec les bénitiers, ainsi qu'avec de nombreuses espèces de méduses scyphozoaires, comme le genre Cassiopea ou Cotylorhiza par exemple, et chez d'autres organismes marins (Hydrozoaires, Limaces de mer, radiolaires, ciliées, démosponges, actinies…). Dans les couches superficielles des mers chaudes, dépourvues de la base de la chaîne alimentaire marine qu'est le plancton, les zooxanthelles se développent en absorbant le dioxyde de carbone libéré par les coraux (ou un autre animal hôte) et fournissent en retour divers nutriments à leur hôte,.
Chez les coraux durs bâtisseurs de récif (Scléractiniaires ou Madréporaires) et chez certains Actiniaires, Corallimorphaires, Zoanthaires et Octocoralliaires (Alcyonacea et Gorgonacea) l’endoderme des polypes renferme, sans exception, des algues unicellulaires.

## Introduction
Ces algues sont des Dinoflagellés brun doré du genre Symbiodinium. Elles sont généralement brunes, la couleur la plus adaptée à l’absorption de la lumière bleue. Les zooxanthelles, qui vivent en symbiose avec le corail (ainsi qu'avec d'autres invertébrés), jouent un rôle très important dans le métabolisme de l’animal. Cette association entre l’algue et le corail constitue une vraie symbiose car l’association profite aux deux partenaires. Ainsi les métabolismes de l’hôte (le corail) et du symbiote (l’algue) interfèrent fortement.
Chez le corail, les zooxanthelles sont localisées dans l’endoderme et sont intracellulaires. Elles sont déjà présentes dans l’œuf juste après la fécondation, dans l’ectoderme de la planula qu’elles quittent pour gagner l’endoderme lorsque la larve s’est fixée. Elles se multiplient par scissiparité chez l’adulte et sont présentes dans toutes les couches cellulaires endodermiques mais plus abondantes dans le disque oral, les tentacules et le coenosarque (zones plus exposées à la lumière). Cette biomasse végétale stockée par les polypes varie selon les espèces et peut atteindre 45 à 60% de la biomasse en protéines du corail. La densité des zooxanthelles et leur répartition dans les tissus dépendent de la physiologie du polype, des conditions d’éclairement et de la température de l'eau. Un manque de lumière entraîne une plus forte dispersion des zooxanthelles et une diminution de leur nombre. À l’inverse, trop de lumière ou bien une augmentation de la température de l'eau peuvent conduire à une abondance élevée de zooxanthelles. Les coraux sont capables de s'acclimater à leur milieu en régulant génétiquement leur nombre de zooxanthelles. Cette adaptation est contrôlée de manière génétique par des réponses moléculaires adaptatives. C'est la clé de leur résistance au réchauffement climatique et ce sujet fait l'objet de nombreuses recherches.
En cas de mauvaises conditions, les polypes sont stressés, ce qui déclenche leur système immunitaire. Si ce stress est trop important ou dure trop longtemps, les polypes rejettent les zooxanthelles dégénérées: les coraux blanchissent. Cette situation est réversible si les conditions redeviennent favorables suffisamment vite.

## Les pigments

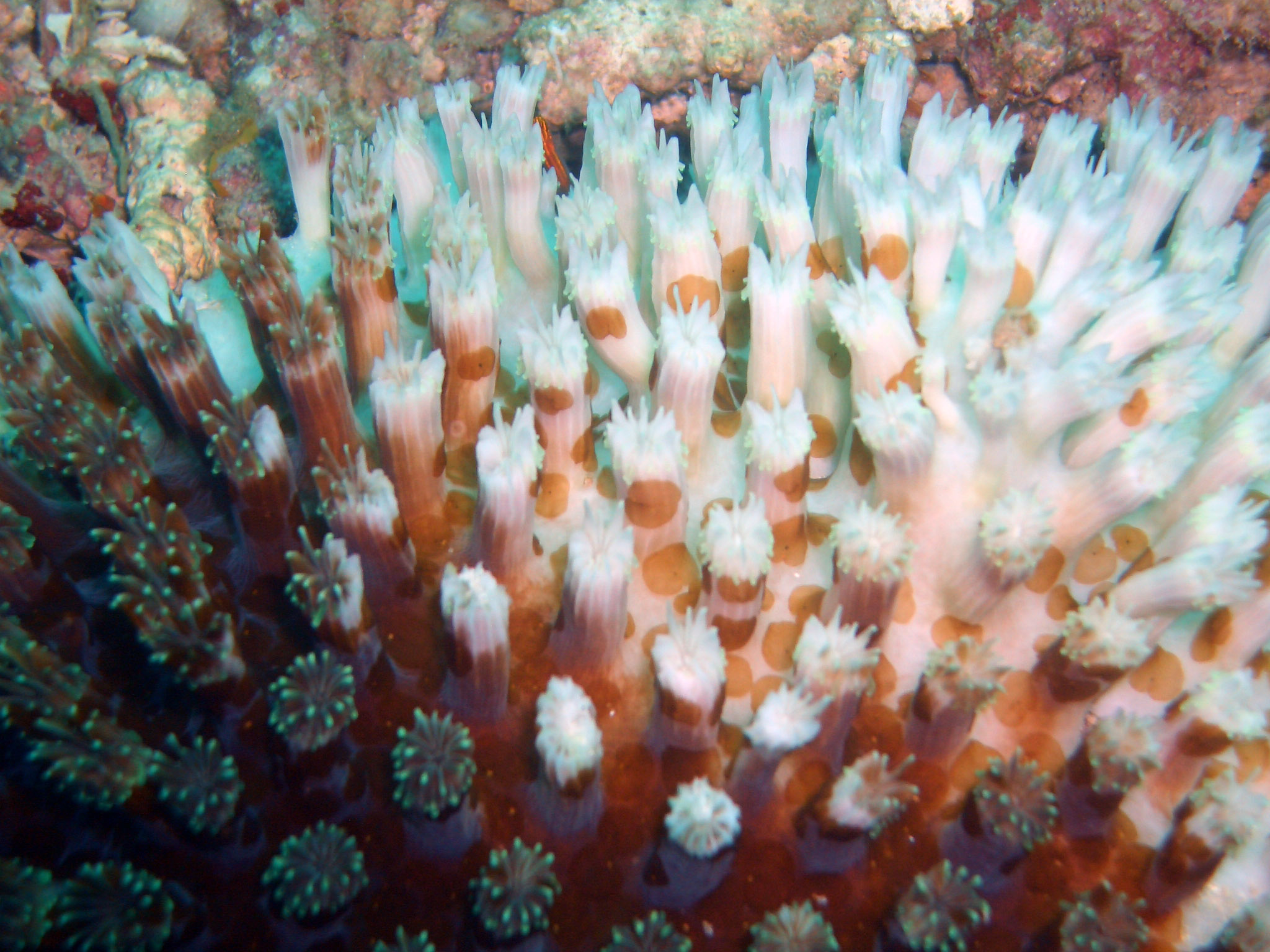
Les coraux (Galaxea sp.) stressés en eau trop chaude se mettent à expulser leurs zooxanthelles dans un processus connu sous le nom de blanchissement des coraux. Si la température de la mer ne baisse pas rapidement, l'expulsion devient permanente et le corail meurt.

Comme tous les végétaux photosynthétiques, les zooxanthelles contiennent des pigments comme les chlorophylles a et c, des caroténoïdes. Ces pigments sont les molécules responsables de la photosynthèse,.
Le fait d’avoir plusieurs pigments différents permet aux zooxanthelles de s’adapter aux différentes conditions d’éclairement sur le plan de la qualité et de la quantité, et ce, quelle que soit la profondeur. Cette fameuse photosynthèse, qui peut être résumée simplement à la fabrication de composés carbonés complexes à partir d’eau et de dioxyde de carbone sous l’action énergétique de la lumière, n’est pas sans influence sur le métabolisme de l’hôte qui héberge les algues. Ainsi les échanges respiratoires, le métabolisme général ainsi que le processus de calcification sont étroitement liés au métabolisme des zooxanthelles.
Les coraux synthétisent aussi des substances toxiques. On suppose que ces substances les protègent des prédateurs, voire des infections bactériennes.
Parmi ces substances on trouve des quinoneimines, vivement colorées, comme l'ascididemine, la calliactine, la kuanoniamine, actuellement objet de tests précliniques comme anti-cancéreux. On pense que les zooxanthelles participent partiellement voire totalement à la synthèse de ces substances.

## Les échanges respiratoires
Un des sous-produits de la photosynthèse est le dioxygène et celui-ci peut diffuser de l’algue vers le cytoplasme des cellules du polype, constituant ainsi un apport non négligeable pour la respiration du polype.
Le jour le polype absorbe du dioxygène de l’eau de mer et reçoit en plus celui produit par les zooxanthelles, alors que la nuit seul le dioxygène provenant de l’eau de mer peut être utilisé puisque la photosynthèse est stoppée. Ceci implique une diffusion des gaz à travers la membrane des zooxanthelles.
Globalement, il résulte pendant la journée un bilan respiratoire positif, c’est-à-dire que la production de dioxygène de l’association corail-zooxanthelle est supérieure à la consommation. En général la consommation de dioxygène est forte mais varie d’une espèce à l’autre. Par exemple, les Acropora sont de gros consommateurs, ce qui explique leur faible résistance à une élévation de température faisant chuter la concentration en dioxygène dissout.

## Rôles métaboliques et dans la calcification du corail

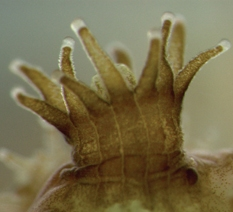
Zooxanthelles visibles dans un polype de corail.

Les zooxanthelles pratiquent la photosynthèse et les zooxanthelles vivant en symbiose semblent avoir un rendement photosynthétique aussi bon que celles qui vivent libres. En plus de la production de dioxygène, les zooxanthelles fabriquent d’autres molécules qui vont être profitables aux polypes : glycérol, glucose, acides aminés, peptides, etc.
Ces molécules, pour être utilisées par les polypes, doivent impérativement traverser la membrane de l’algue pour se retrouver dans le cytoplasme des cellules du polype. Le transfert est favorisé par les enzymes digestives sécrétées par le corail, qui rendent les parois cellulaires des algues perméables aux métabolites. La présence de ces enzymes laisse penser qu’il serait possible pour les coraux de contrôler le flux de nutriments vers les zooxanthelles. Les composés produits par les zooxanthelles sont largement utilisés par le polype pour son propre métabolisme des glucides, protides et lipides. Finalement les algues symbiotiques peuvent être considérées comme le réservoir de carbone organique du corail. De plus, les zooxanthelles sont capables d’assimiler les déchets issus du catabolisme des coraux  et vont ensuite pouvoir transformer ces déchets cataboliques en composés énergétiques comme des acides aminés et sucres (glucose, glycérol…). Ces composés vont ensuite être transloqués vers le polype où ils vont pouvoir être utilisés dans le catabolisme des Cnidaires. Les zooxanthelles permettent un recyclage des déchets azotés des Cnidaires en composés énergétiques, ce qui permet aux coraux d’être efficaces dans des eaux oligotrophes.
Les zooxanthelles permettent également de stimuler la calcification des coraux. Au sein des récifs coralliens, les coraux scléractiniaires possèdent un squelette de carbonate de calcium cristallisé sous forme d’aragonite. La formation de carbonate de calcium est plus importante lorsqu’il y a de la lumière et une présence de zooxanthelles. De plus, deux produits importants de la photosynthèse de ces microalgues, le glycérol et l’oxygène, permettent une forte augmentation de cette calcification pour des coraux blanchis (qui ont expulsé les zooxanthelles) montrant leur rôle important dans ce processus. Il semblerait également que les zooxanthelles permettent de modifier la composition du milieu (pH et carbone inorganique) dans lequel se réalise la calcification, afin de la favoriser.

## Apport du corail au métabolisme des zooxanthelles
Les déchets azotés et phosphorés du corail sont utilisés en partie par l’algue. On pensait tout d’abord que le dioxyde de carbone produit par la respiration du polype était absorbé par l’algue pour la photosynthèse, mais en fait il semblerait plutôt que la source de CO2 utilisée par l’algue provienne des bicarbonates de l’eau de mer. Plusieurs travaux ont clairement montré que les phosphates (composés phosphorés) sont utilisés par les zooxanthelles pour leur métabolisme protidique. De même, chez certaines espèces de coraux l’ammoniaque (composé azoté) est excrétée à un taux dix fois moindre à la lumière qu’à l’obscurité, ce qui indique que la photosynthèse des zooxanthelles utilise l’ammoniaque. Les nitrites, nitrates et acides aminés peuvent également être utilisés dans une moindre mesure.
Des études récentes ont mis en évidence, outre la grande diversité des zooxanthelles (y compris au sein d'une même espèce et d'une même population de coraux), l'existence d'autres types de symbiontes au rôle encore mal compris, des sporozoaires (embranchement des Apicomplexa) appelés corallicolides.

## Liste d'espèces
| Selon AlgaeBase (14 juin 2012) : - Symbiodinium bermudense R.K.Trench (Statut incertain) - Symbiodinium californium (Statut incertain) - Symbiodinium cariborum R.K.Trench (Statut incertain) - Symbiodinium corculorum R.K.Trench (Statut incertain) - Symbiodinium goreaui Trench & Blank - Symbiodinium kawagutii Trench & Blank - Symbiodinium meandrinae R.K.Trench (Statut incertain) - Symbiodinium microadriaticum Freudenthal (espèce type) - Symbiodinium natans Gert Hansen & Daugbjerg - Symbiodinium pilosum Trench & Blank - Symbiodinium pulchrorum R.K.Trench (Statut incertain) | Selon World Register of Marine Species (5 avril 2019) : - Symbiodinium bermudense R.K.Trench, 1993 - Symbiodinium boreum LaJeunesse & Chen, 2014 - Symbiodinium californicum LaJeunesse & R.K.Trench, 2000 - Symbiodinium californium A.T.Banaszak, R.Iglesias-Prieto & R.K.Trench, 1993 - Symbiodinium cariborum R.K.Trench, 1993 - Symbiodinium corculorum R.K.Trench, 1993 - Symbiodinium eurythalpos LaJeunesse & Chen, 2014 - Symbiodinium goreaui Trench & Blank, 2000 - Symbiodinium kawagutii Trench & Blank, 2000 - Symbiodinium linucheae (Trench & Thinh) T.C.LaJenesse, 2001 - Symbiodinium meandrinae R.K.Trench, 1993 - Symbiodinium microadriaticum Freudenthal, 1962 - Symbiodinium minutum T.C.LaJeunesse, J.E. Parkinson & J.D.Reimer, 2012 - Symbiodinium muscatinei LaJeunesse & R.K.Trench, 2000 - Symbiodinium natans Gert Hansen & Daugbjerg, 2009 - Symbiodinium pilosum Trench & Blank, 2000 - Symbiodinium psygmophilum T.C.LaJeunesse, J.E. Parkinson & J.D.Reimer, 2012 - Symbiodinium pulchrorum R.K.Trench, 1993 - Symbiodinium thermophilum Hume, D'Angelo, Smith, Stevens, Burt & Wiedenmann, 2015 - Symbiodinium trenchii LaJeunesse, 2014 - Symbiodinium tridacnorum Hollande & Carré, 1975 - Symbiodinium voratum Jeong & al., 2014 | Selon Catalogue of Life (14 juin 2012) : - Symbiodinium bermudense - Symbiodinium cariborum - Symbiodinium corculorum - Symbiodinium goreauii - Symbiodinium kawagutii - Symbiodinium meandrinae - Symbiodinium microadriaticum - Symbiodinium pilosum - Symbiodinium pulchrorum |